# NGC 239
NGC 239 (również PGC 2642) – galaktyka spiralna (Sab), znajdująca się w gwiazdozbiorze Wieloryba. Odkrył ją Francis Leavenworth w 1886 roku.